# Pella horii
Pella horii  (лат.) — вид мирмекофильных жуков-стафилинид рода Pella из трибы Lomechusini (подсемейство Aleocharinae).

## Распространение
Япония, Хоккайдо, Хонсю.

## Описание
Длина вытянутого тела 4,3 — 5,4 мм (бока субпараллельные), длина головы 0,63 — 0,68 мм, ширина головы 0,73 — 0,78 мм. Основная окраска коричневая и частично красновато-жёлтая (усики, ротовые органы, ноги и часть надкрылий и брюшных сегментов). Усики 11-члениковые. Голова фронтально округлая, с затылочным швом, без шеи. Длина глаз составляет 0,33 — 0,34 от ширины головы. Переднеспинка и надкрылья покрыты щетинками. Задние крылья развиты. Формула лапок (число члеников в передних, средних и задних ногах): 4—5—5. Лигула без щетинок, но с сенсиллами. Характерны мирмекофильные связи с муравьями, падальщики и хищники. Обнаружены в муравейниках Lasius flavus из подрода Cautolasius. Вид был впервые описан в 2006 году японским колеоптерологом М. Мураямой (Munetoshi Maruyama; Department of Zoology, National Science Museum, Токио, Япония). Видовое название дано в честь японского энтомолога С. Хори (Mr. Shigehisa Hori, Historical Muceum of Hokkaido, Япония) за его вклад в изучение фауны Хоккайдо и собравшего типовую серию.